# Vrbovka čtyřhranná
Vrbovka čtyřhranná (Epilobium tetragonum) je druh rostliny z čeledi pupalkovité (Onagraceae).

## Popis
Jedná se o vytrvalou rostlinu dosahující výšky nejčastěji 20–90 cm. Oddenky jsou poměrně krátké, po odkvětu se vytváří nadzemní přisedlé růžice listů. Lodyha je jednoduchá nebo chudě až bohatě větvená, dole lysá, v horní části přitiskle pýřitá, od listů sbíhají 4 úzké linie, proto je lodyha hlavně nahoře zřetelně čtyřhranná. Listy jsou vstřícné, jen v horní části jsou střídavé, širkokou bází přisedlé, alespoň střední krátce sbíhavé. Čepele jsou nejčastěji úzce čárkovitě podlouhlé až podlouhlé, světle až živě zelené, asi 3–8 cm dlouhé a 0,5–1,5 cm široké, na okraji hustě pilovité, na každé straně s 20–40 kupředu zahnutými zuby. Květy jsou uspořádány v květenstvích, vrcholových hroznech a vyrůstají z paždí listenu. Květy jsou čtyřčetné, kališní lístky jsou 4, nejčastěji 4 mm dlouhé. Korunní lístky jsou taky 4, jsou nejčastěji 4–7 mm dlouhé, na vrcholu mělce vykrojené, bledě růžové až růžové. Ve střední Evropě kvete nejčastěji v červenci až v září. Tyčinek je 8 ve 2 kruzích. Semeník se skládá ze 4 plodolistů, je spodní, čnělka přímá, blizna celistvá a kyjovitá. Plodem je asi 6–10 cm dlouhá tobolka, je přitiskle pýřitá, v obrysu čárkovitého tvaru, čtyřhranná a čtyřpouzdrá, otvírá se 4 chlopněmi, obsahuje mnoho semen. Hypanthia nejsou žláznatá. Semena jsou cca 1–1,2 mm dlouhá, na vrcholu s chmýrem a osemení je hustě papilnaté. Počet chromozómů je 2n=36.

## Taxonomie
Existuje blízce příbuzný a podobný druh vrbovka Lamyova (Epilobium lamyi), který někteří autoři považují pouze za poddruh vrbovky čtyřhranné. Vrbovka Lamyova má méně zubaté listy, které jsou kratičcce řapíkaté a nesbíhavé a mají široce klínovitou bázi. Je trochu nasivělá a má o málo větší květy.

## Rozšíření ve světě
Vrbovka čtyřhranná je rozšířena ve velké části Evropy, na sever až po jižní Skandinávii, roste i ve Velké Británii a Irsku. Přesahuje do severozápadní a jižní Afriky. Na východ je rozšířena i v evropské části Ruska, v Malé Asii na Kavkaze až po Írán a pohoří Altaj.  Introdukována byla do Skandinávie, na západ Austrálie a východ Indie.

## Rozšíření v Česku
V ČR je to běžný druh rozšířený od nížin až do nižších horských oblastí, přibližně do 700 m n. m. Nejčastěji ji najdeme na vlhkých loukách, okrajích vod, v příkopech, vlhčích ruderálech, pasekách a na úhorech.